# Berlin (album Reds)
Berlin – drugi album zespołu Reds promowany utworem "Płonie Berlin".

## Lista utworów
1. Berlin płonie  (Reds – muzyka; Rafał Olbrychski – słowa)
2. Jak dwa słońca  (Robert Ochnio – muzyka i słowa)
3. M  (Rafał Olbrychski – muzyka i słowa)
4. Ścieżka strachu (Rafał Olbrychski – muzyka i słowa)
5. Instynkt (Rafał Olbrychski – muzyka i słowa)
6. Tylko wybacz mi (Robert Ochnio – muzyka i słowa)
7. R&R  (Rafał Olbrychski – muzyka i słowa)
8. Ból  (Rafał Olbrychski, Robert Ochnio – muzyka; Rafał Olbrychski – słowa)
9. Niki(M) (Rafał Olbrychski – muzyka i słowa)
10. Nepal  (Rafał Olbrychski – muzyka i słowa)
11. Dalej jest tylko świetlisty szlak w OTCHŁAŃ prawdy, która jest jak jest (Reds – muzyka)

## Twórcy
- Rafał Olbrychski – śpiew, gitara akustyczna
- Robert Ochnio – gitara elektryczna, klawisze
- Piotr Kokosiński – bas
- Marcin Kalisz – perkusja, klawisze
- Robert Majewski – trąbka
- Lusia Łączyńska, Marta Plebańczyk – chórki